# 下山貴裕
下山 貴裕（しもやま たかひろ、1992年2月2日 - ）は、青森県出身のバスケットボール選手である。ポジションはパワーフォワード。身長192cm、体重92kg。さいたまブロンコスに所属している。

## 来歴
青森県、弘前市出身。幼少期には、水泳をやっていたが、母の勧めもあってバスケに転向。青森県立八戸西高等学校から関東学院大学へ進み、4年次で迎えた2013年10月20日の2部リーグ戦では神奈川大学を相手に10得点を挙げた。
2014年に大学を卒業した後、bjリーグ・青森ワッツの練習生となる。bjリーグ 2014-15シーズン開幕を控えた2014年8月に選手契約を締結した。レギュラーシーズン52試合中19試合に出場した。
bjリーグ 2015-16シーズンも青森と契約し、15試合に出場した。
bjリーグとNBLが再編されBリーグとなった2016-17シーズンも青森と契約し、34試合に出場。10月16日のパスラボ山形ワイヴァンズ戦で初めて先発起用されるなど、このシーズンは8試合で先発出場した。
2017-18シーズンも青森と契約したが、2018年2月18日の試合後の発言がもとでクラブから謹慎処分を受けた。以後シーズン終了までベンチ入りできず、出場試合数は前のシーズンより少ない27試合に留まった。シーズン終了後、契約満了で退団。
2018年6月、2018-19シーズンよりB1リーグに昇格する秋田ノーザンハピネッツへ移籍した。
秋田では1シーズンプレーしたのち、2019年7月、B3の岩手ビッグブルズへ移籍。
2020年8月、金沢武士団に入団。9月から10月にかけてB1の三遠ネオフェニックスにレンタル移籍して10試合に出場。レンタル終了後、金沢で37試合に出場。
2021年11月、B3のさいたまブロンコスに入団。

## 記録
| シーズン | チーム | GP | GS | MPG | FG%  | 3P% | FT%  | RPG | APG | SPG | BPG | TO  | PPG |
| -------- | ------ | -- | -- | --- | ---- | --- | ---- | --- | --- | --- | --- | --- | --- |
| 2014-15  | 青森   | 19 |    | 2.4 | 14.3 | 0   | 50.0 | 0.2 | 0.2 | 0.0 | 0.1 | 0.1 | 0.4 |
| 2015-16  | 青森   | 15 |    | 3.9 | 36.4 | 0   | 50.0 | 0.5 | 0.0 | 0.1 | 0.3 | 0.3 | 0.7 |
| 2016-17  | 青森   | 34 | 8  | 5.7 | 25.0 | 0.0 | 41.7 | 0.5 | 0.1 | 0.1 | 0.1 | 0.1 | 0.6 |
| 2017-18  | 青森   | 27 | 6  | 8.6 | 38.3 | 0   | 60.0 | 0.8 | 0.3 | 0.2 | 0.2 | 0.4 | 1.4 |
| 2018-19  | 秋田   |    |    |     |      |     |      |     |     |     |     |     |     |

## 人物像・トリヴィア・豆知識
- 趣味はDVD鑑賞、ドラマや洋画を好む[8] 。